# Bring Me Victory
Bring Me Victory è un EP del gruppo musicale doom metal britannico My Dying Bride.

## Tracce
1. Bring Me Victory – 4:11
2. Scarborough Fair – 6:20
3. Failure (Swans cover) – 6:47
4. Vast Choirs (Live at Graspop Metal Meeting 2008) – 10:54

## Formazione
- Aaron Stainthorpe - voce
- Andrew Craighan - chitarra
- Hamish Glencross - chitarra
- Lena Abé - basso
- Shaun Macgowan - tastiere, violino
- Dan Mullins - batteria